# Jansen (cráter)

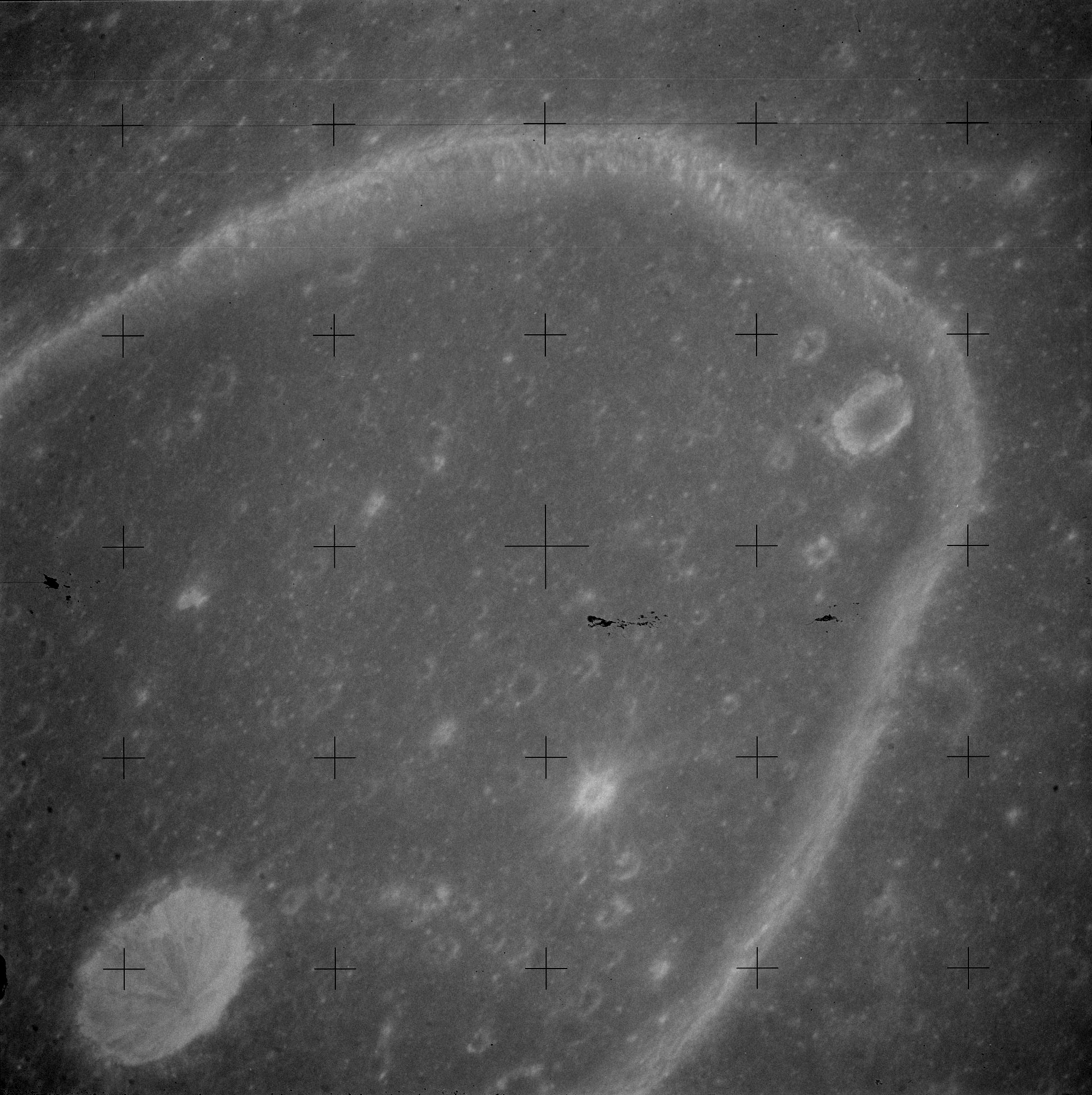
Fotografía de la misión Apolo 15

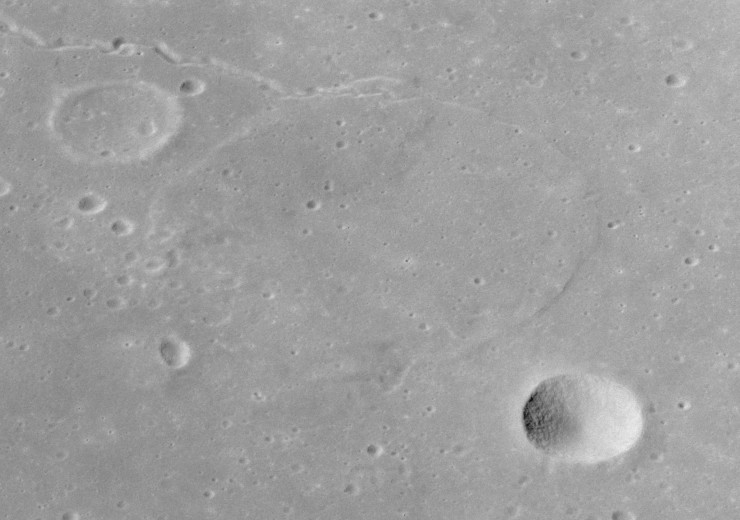
Vista oblicua del cráter palimpsesto Jansen R ("tortita" en el centro) y de Jansen D (abajo derecha)

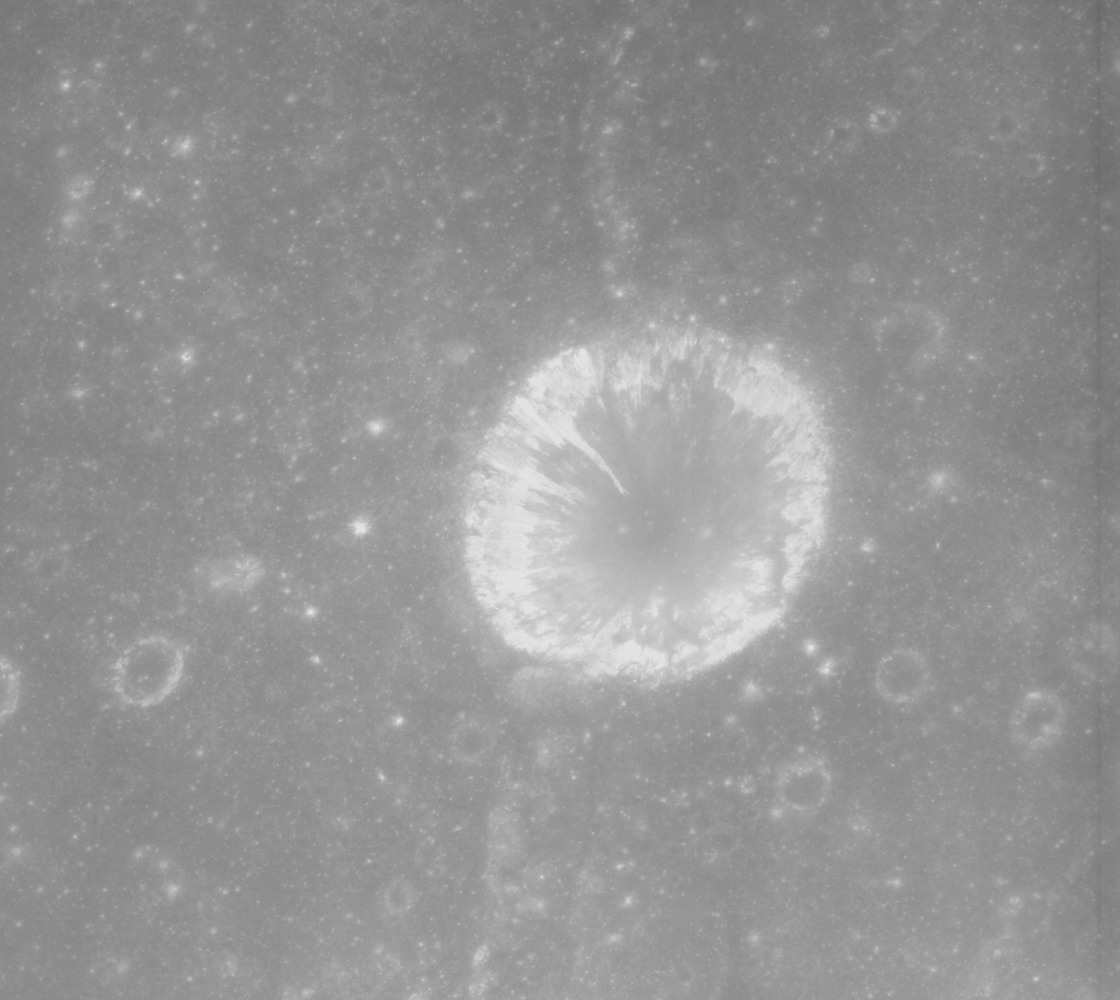
Jansen L

Jansen es un cráter de impacto lunar situado en la parte norte del Mare Tranquillitatis. Se localiza al este-sureste del cráter Plinius. El borde de Jansen es bajo y estrecho, con una muesca en el borde occidental. El interior es relativamente nivelado, lo que puede indicar que ha sido cubierto por la lava. Al sursudoeste un pequeño pero prominente cráter se encuentra en el suelo del cráter, a medio camino entre el centro y el borde.
|  |

Al noroeste del borde aparece una grieta denominada Rima Jansen, y al este se localiza una serie de crestas sobre la superficie del mar lunar. Una cresta baja discurre desde cerca del borde sureste del cráter en dirección sureste.

## Cráteres satélite
Por convención estos elementos son identificados en los mapas lunares poniendo la letra en el lado del punto medio del cráter que está más cercano a Jansen.
|        | \| Jansen \| Coordenadas \| Diámetro \| \| ------ \| ---------------------------- \| -------- \| \| D \| 15°42′N 28°24′E / 15.7, 28.4 \| 7 km \| \| E \| 14°30′N 27°48′E / 14.5, 27.8 \| 7 km \| \| G \| 9°18′N 26°00′E / 9.3, 26.0 \| 6 km \| \| H \| 11°24′N 28°24′E / 11.4, 28.4 \| 7 km \| \| K \| 11°30′N 29°42′E / 11.5, 29.7 \| 6 km \| \| L \| 14°42′N 30°06′E / 14.7, 30.1 \| 7 km \| \| R \| 15°12′N 28°48′E / 15.2, 28.8 \| 25 km \| \| T \| 11°24′N 33°30′E / 11.4, 33.5 \| 5 km \| \| U \| 11°54′N 32°18′E / 11.9, 32.3 \| 4 km \| \| W \| 10°12′N 29°30′E / 10.2, 29.5 \| 3 km \| \| Y \| 13°24′N 28°36′E / 13.4, 28.6 \| 4 km \| |          |
| Jansen | Coordenadas | Diámetro |
| D      | 15°42′N 28°24′E / 15.7, 28.4 | 7 km     |
| E      | 14°30′N 27°48′E / 14.5, 27.8 | 7 km     |
| G      | 9°18′N 26°00′E / 9.3, 26.0 | 6 km     |
| H      | 11°24′N 28°24′E / 11.4, 28.4 | 7 km     |
| K      | 11°30′N 29°42′E / 11.5, 29.7 | 6 km     |
| L      | 14°42′N 30°06′E / 14.7, 30.1 | 7 km     |
| R      | 15°12′N 28°48′E / 15.2, 28.8 | 25 km    |
| T      | 11°24′N 33°30′E / 11.4, 33.5 | 5 km     |
| U      | 11°54′N 32°18′E / 11.9, 32.3 | 4 km     |
| W      | 10°12′N 29°30′E / 10.2, 29.5 | 3 km     |
| Y      | 13°24′N 28°36′E / 13.4, 28.6 | 4 km     |

Los siguientes cráteres han sido renombrados por el UAI.
- Jansen B-véase Carrel.
- Jansen C-véase Beketov.
- Jansen F-véase Cajal.